# Corvus kubaryi
El cuervo de las Marianas (Corvus kubaryi) (nombre chamorro: aga) es una especie de ave paseriforme de la familia Corvidae de la zona norte del Océano Pacífico. Es una especie en peligro crítico de extinción cuya población ha ido en declive desde la década de 1960.

## Descripción
El cuervo de las Marianas es un pequeño cuervo negro con un brillo negro-azulado en su cola, y un brillo verde-negro en su espalda, zonas inferiores, cabeza y alas.  En general, las hembras son de menor tamaño que los machos. El adulto pesa unos 250 gramos y mide unos 38 cm de largo.
El cuervo de las Marianas posee diversos cantos y llamadas, incluidas dos llamadas de localización utilizadas para mantener el contacto entre parejas, miembros de la familia y compañeros de la bandada. Estas llamadas de localización son o bien una serie de sonidos agudos 1–3 caw o hi, o una serie de sonidos más prolongados caw con un elemento nasal aaa en la llamada; esta última llamada puede ser utilizada exclusivamente entre miembros de una pareja. Las llamadas de alarma son una serie de rápidos y breves caws. Las aves realizan una serie de sonidos guturales, tanto cuando están tranquilas como excitadas. Estos sonidos por lo general son acompañados por actividades tales como el corte de hojas o el golpeteo de ramas, y pueden ser parte del cortejo o para estrechar lazos amorosos.

## Distribución y ecología
El cuervo de las Marianas habita bosques secundarios y bosques maduros, y zonas de vegetación costera, pero solo anida en zonas bosque nativo sobre caliza.  Habita principalmente en el extremo norte de la isla de Guam, y en la isla Rota en la zona norte de las islas Marianas donde anida preferentemente en la zona superior de dos especies de árboles: el árbol yoga (Elaeocarpus joga) y la higuera Ficus prolixa.

### Dieta
Es extremadamente versátil, siendo un omnívoro oportunista, que se alimenta de insectos, lagartijas, huevos de otras aves, cangrejos ermitaños, frutos y semillas.